# دقاقة

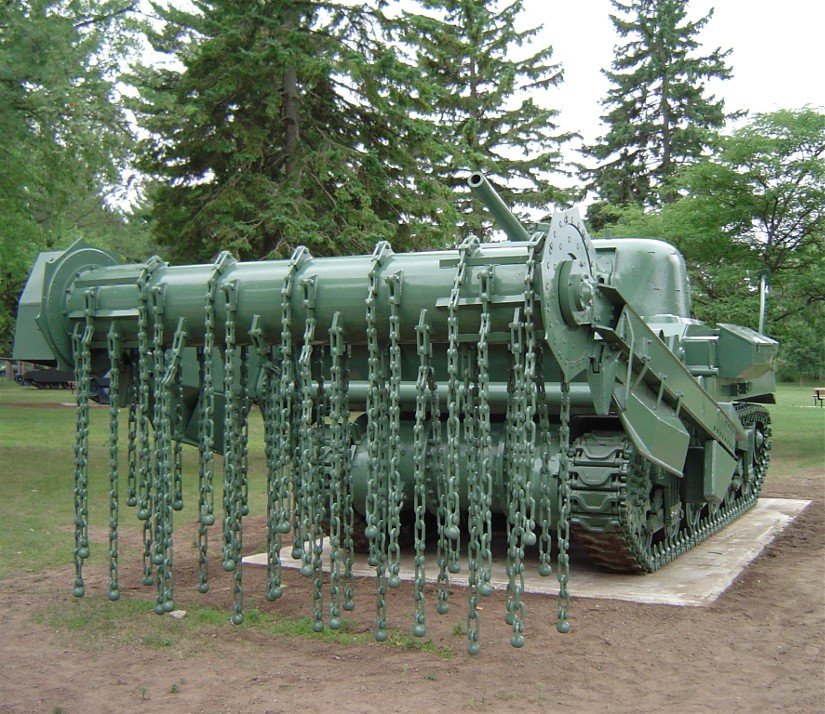
دقاقة

الدقاقة أو الضاربة هي الآلة التي تقوم بإزالة الألغام من منطقة معينة. تستخدم الدقاقة لشق طريق آمن حتى يقوم الجنود بالعبور في ظروف الحرب. 

## في الحرب العالمية الثانية
تُنسب الفكرة عادة إلى جندي من جنوب أفريقيا، الكابتن أبراهام دو تويت. تم إنشاء منصة اختبار في جنوب إفريقيا وكانت النتائج مشجعة للغاية لدرجة أن دو تويت تم الترويج لها وإرسالها إلى إنجلترا لتطوير الفكرة. 
قبل أن يغادر دو تويت إلى إنجلترا، وصف فكرته للكابتن نورمان بيري ، مهندس ميكانيكي تم إرساله إلى جنوب إفريقيا عام 1941 لتقييم النظام. خدم بيري لاحقًا في الجيش البريطاني الثامن خلال حملة الصحراء الغربية. لقد أصبح متحمسًا لفكرة المنجم. ضغط على كبار الضباط للسماح بتطوير سائب وأجرى تجاربه الخاصة مع سلال المناجم في ربيع عام 1942. في وقت لاحق تم تكليف الرائد لا غرلينغ بمهمة تطوير جهاز مماثل بعد أن تم إعادة اختراعه بشكل مستقل بواسطة ضابط جنوب أفريقي آخر. عندما سمع بيري عن هذا ، سلم عمله إلى Girling (الذي لم يكن لديه أي فكرة أنه يكرر عمل دو تويت الحالي في إنجلترا ، حيث كان ذلك لا يزال سريًا للغاية).[بحاجة لمصدر] صنع ديفيد غوستانسكي الجهاز المتصل بجانب الدبابة وجعل السائب يرفع وينخفض.

## اقرأ أيضاً
- ألغام